# ZE Records
ZE Records je americké hudební vydavatelství, které založili v roce 1978 Michael Zilkha a Michel Esteban. Oba již dříve spolupracoval s vydavatelstvím SPY Records. Mezi umělce zde vydávali svá alba, patří například John Cale, Lydia Lunch nebo Bill Laswell.